# Квінт Марцій Рекс (консул 118 року до н. е.)
Квінт Марцій Рекс (лат. Quintus Marcius Rex; ? — після 116 до н. е.) — політичний, державний та військовий діяч Римської республіки, консул 118 року до н. е.

## Життєпис
Походив з патриціанського роду Марціїв. Син Квінта Марція Рекса, претора 144 року до н. е. Про молоді роки мало відомостей. 
У 121 році до н. е. став претором. У 118 році до н. е. обрано консулом разом з Марком Порцієм Катоном. Як провінцію отримав Нарбонську Галлію. Заснував римську колонію Нарбо Мартіус (сучасне м. Нарбона). Під час своєї каденції також боровся проти лігурійських племен на території сучасного Прованса. У 117 році до н. е. як проконсул завершив цю війну. За це отримав від сенату право на тріумф. У 116 році до н. е. був притягнутий до суду за зловживання, але виправдався завдяки Марку Антонію Оратору).

## Родина
- Квінт Марцій Рекс (помер дитиною)